# Efraim (tribù)
Efraim è una tribù israelitica che prende il nome dal secondo figlio di Giuseppe, che Giacobbe, suo nonno, adottò in punto di morte per dargli la sua parte di eredità.
Giuseppe ebbe due figli, Manasse, il primogenito, ed Efraim, il minore. Ma Giacobbe, come racconta Genesi 48,12-14, scelse quest'ultimo per dargli in eredità la primogenitura.
Ma Efraim è anche una tribù molto numerosa, tra le dodici di Israele. Infatti, per indicare il Regno del Nord, diviso da quello della sola tribù di Giuda, molto spesso le Sacre Scritture usano Efraim come sinonimo di Israele (mentre in Apocalisse 7,8 si utilizza "Giuseppe" invece di "Efraim" e "Manasse"; la lettura di questo testo risulta proibita per l'Ebraismo secondo l'Halakhah).
Dopo la secessione dei due regni, lo stato settentrionale perse pian piano la saldezza della propria fede monoteistica, accogliendo i culti cananei.
I vari profeti che si sono nel tempo succeduti nel territorio di Israele prevedono la distruzione di "Efraim", cioè del regno del Nord, oppure usano tale disgrazia per sottolineare la necessità di una fede pura in Dio, per salvare il resto di Israele.
Ma, anche, sperano in un ritorno del figliol prodigo alla tenda del padre.
Da Efraim sono nati personaggi illustri, come Giosuè, colui che ha guidato il popolo d'Israele attraverso l'Esodo alla Terra promessa, e Samuele, ultimo giudice e protoprofeta in Israele.

## Origine e storia della tribù
Secondo la Bibbia, la tribù di Efraim discende da un uomo di nome Efraim, che è registrato come figlio di Giuseppe, figlio di Giacobbe, e Asenath, figlia di Potifar. I discendenti di Giuseppe formarono due delle tribù d'Israele, mentre gli altri figli di Giacobbe furono i fondatori di una tribù ciascuno.
La Bibbia riporta che la tribù di Efraim entrò nel paese di Canaan durante la sua conquista da parte di Giosuè, un discendente di Efraim stesso. Tuttavia, molti archeologi hanno abbandonato l'idea che Giosuè abbia effettuato una conquista di Canaan simile a quella descritta nel Libro di Giosuè, vedendo invece gli ebrei come cananei indigeni che hanno sviluppato nel tempo una religione monoteista. 
Da Giosuè alla formazione del primo Regno d'Israele, la tribù di Efraim faceva parte di una libera confederazione di tribù israelite. Non esisteva un governo centrale e in tempi di crisi il popolo era guidato da capi noti come Giudici (vedi Libro dei Giudici).
Con la crescita della minaccia delle incursioni filistee, le tribù israelite decisero di formare una forte monarchia centralizzata per affrontare la sfida. La tribù di Efraim si unì al nuovo regno con Saul come primo re. La data ampiamente accettata per il regno di Saul è approssimativamente tra il 1025 e il 1005 a.C. Alcuni studiosi contestano questo intervallo di date e collocano Saul più tardi, forse fino alla "seconda metà del X secolo a.C." 
Dopo la morte di Saul, la Bibbia riporta che tutte le tribù tranne Giuda rimasero fedeli alla casa di Saul. Dopo la morte di Isbosceth, figlio di Saul e successore al trono d'Israele, la tribù di Efraim si unì alle altre tribù israelite settentrionali nel fare di Davide, che allora re di Giuda, il re di un regno riunito d'Israele. Secondo l'archeologo Israel Finkelstein, vi sono dubbi sul fatto che l'ordinamento biblico per i regni dei primi monarchi sia affidabile e che la sequenza conservata nella Bibbia, in cui Davide segue Saul come re d'Israele, potrebbe non essere storicamente accurata. 
Tuttavia, all'ascesa di Roboamo, nipote di Davide, nel 930 a.C. le tribù settentrionali si separarono dalla Casa di Davide per formare il regno settentrionale di Israele. Il primo re del regno settentrionale fu un efraimita, Geroboamo, che probabilmente regnò nel 931-909 a.C. 
Gli accenti delle tribù erano abbastanza distintivi anche al tempo della confederazione in modo che quando gli israeliti di Galaad, sotto la guida di Iefte, combatterono la tribù di Efraim, la loro pronuncia di shibboleth come sibboleth era considerata una prova sufficiente per distinguere gli individui da Efraim, in modo che potessero essere soggetti alla morte immediata dagli israeliti di Galaad.
Efraim era un membro del Regno del Nord fino a quando il regno non fu conquistato dall'Assiria nel 723 a.C. e la popolazione deportata. Da quel momento, la tribù di Efraim è stata considerata una delle dieci tribù perdute di Israele.
Efraim è spesso vista come la tribù che incarna l'intero Regno del Nord e la casa reale risiedeva nel territorio della tribù (proprio come Giuda è la tribù che incarna il Regno di Giuda e ha fornito la sua famiglia reale).

## Territorio
Nel racconto biblico, in seguito al completamento della conquista di Canaan da parte dell'israelita Giosuè assegnò la terra tra le dodici tribù. Kenneth Kitchen, un noto studioso biblico conservatore, fa risalire questo evento a poco dopo il 1200 a.C. Tuttavia, l'opinione condivisa degli studiosi moderni è che la conquista di Giosuè come descritta nel Libro di Giosuè non sia mai avvenuta. 
Come riportato nel Libro di Giosuè, il territorio assegnato alla tribù di Efraim era al centro di Canaan, a ovest del Giordano, a sud del territorio di Manasse e a nord della tribù di Beniamino. La regione in seguito denominata Samaria (distinta dalla Giudea o dalla Galilea) consisteva principalmente nel territorio di Efraim. L'area era montuosa, dandole protezione, e anche molto fertile, dando prosperità, Il territorio di Efraim conteneva i primi centri della religione israelita: Sichem e Sciloh. Questi fattori contribuirono a rendere Efraim la tribù più dominante del Regno d'Israele, e portarono Efraim a diventare sinonimo dell'intero regno.
Giosuè 16:1-4 delinea i confini delle terre assegnate ai "figli di Giuseppe", cioè Efraim e Manasse insieme, e Giosuè 16:5-8 definisce i confini della terra assegnata alla tribù di Efraim in modo più dettagliato.
Betel fu assegnata da Giosuè alla tribù di Beniamino. Tuttavia, già al tempo della profetessa Debora, Betel è descritta come nel paese della tribù di Efraim.  Circa vent'anni dopo lo scioglimento della Monarchia Unita , Abia , il secondo re del regno di Giuda , sconfisse Geroboamo d' Israele e si riprese le città di Betel, Jeshanah ed Efron, con i villaggi circostanti. Si crede che Efron sia l'Ofrache fu anche assegnato alla tribù di Beniamino da Giosuè. 
La gola fluviale, naḥal Ḳanah (Giosuè 17:9) , divideva il territorio di Efraim a sud e quello di Manasse a nord. La moderna città israeliana di Karnei Shomron è costruita vicino a questa gola, che corre in direzione est-ovest. 
Il confine di Efraim si estendeva dal fiume Giordano a est al Mar Mediterraneo a ovest, e inglobava al suo interno le città di Betel (ora Beitin), ʻAtarot, Beth-Ḥoron the Nether (ora Bayt ʻUr), estendendosi fino a Gezer (ora Abu Shûsheh , un tempo noto come Tell el Jezer) e al Mar Mediterraneo. Si dice che Ghezer fosse abitata dai cananei molto tempo dopo che Giosuè aveva ucciso o cacciato gli altri cananei.  Secondo l'archeologo francese, Charles Clermont-Ganneau, che identificò il sito nel 1871 e vi svolse successivamente degli scavi, Gezer segnò l'estremo punto occidentale del territorio di Efraim, ed era "situato all'effettiva intersezione dei confini di Efraim, Dan e Giuda". Questa opinione, tuttavia, non sembra essere supportata dalle Scritture stesse che pongono l'estensione del confine di Efraim sul mare.
Il viaggiatore ebreo-spagnolo Beniamino di Tudela scrisse che i confini più meridionali del territorio di Efraim si estendevano in direzione sud-ovest fino alla città di Ibelin o Jabney.